# Заярный, Владимир Анатольевич
Влади́мир Анато́льевич Зая́рный (укр. Володимир Анатолійович Заярний; род. 25 ноября 1970, Одесса) — советский и украинский футболист, полузащитник. Выступал в высших дивизионах СССР, Украины, Израиля, России и Латвии.

## Карьера
Владимир Заярный начал заниматься футболом в 1980 году в одесской ДЮСШ-6 (первый тренер Т. Г. Элисашвили), позже перешёл в СДЮСШОР «Черноморец». За основной состав «Черноморца» он сыграл 1 кубковый матч в 1987 году и один матч в Высшей лиге СССР в 1988 году.
С 1989 года в течение трёх лет Владимир Заярный выступал за армейскую команду СКА (Одесса). В 1992 году, после образования независимого чемпионата Украины, Заярный перешёл в тернопольскую «Ниву», но через полгода вернулся в СКА (переименованный к тому времени в «СК Одесса»). По ходу сезона 1993/94 он перешёл в запорожский «Металлург», а осенью 1994 играл за винницкую «Ниву».
В начале 1995 года Заярный покинул украинский чемпионат, и перебрался в клуб высшего дивизиона Израиля "«Хапоэль» из Бейт-Шеана. За этот клуб он сыграл всего 2 матча, а следующий сезон провёл в клубе первого дивизиона «Маккаби» из Акко.
Летом 1996 года Владимир Заярный подписал контракт с «КАМАЗом-Чаллы» из Набережных Челнов. Первый матч в Высшей лиге России он сыграл 3 июля 1996 года против «Уралмаша» (2:1). Всего на счету Заярного 51 матч и 10 голов за «КАМАЗ» в Высшей лиге, а в 1998 году он продолжал играть за челнинский клуб в первом дивизионе России.
Осенью 1998 и весной 1999 года Заярный выступал за саратовский «Сокол (Саратов)» в первом дивизионе, а летом 1999 года возвратился в высший дивизион, перейдя в новороссийский «Черноморец». В Новороссийске относительно удачным для Заярного был только первый сезон, когда он сыграл 12 матчей и забил 3 гола, а затем он потерял место в основе, получил травму, восстанавливал форму, играя за любительский клуб «Сигнал» (Одесса) и в общей сложности за полтора следующих сезона сыграл только 6 матчей.
Осенью 2001 года Заярный играл за тульский «Арсенал», а следующий сезон провёл в лиепайском «Металлурге» и стал бронзовым призёром чемпионата Латвии.
С 2003 года Владимир Заярный играл за «Реал» из Одессы, с котором поднялся из любительского чемпионата во вторую лигу. В 2005 году он закончил карьеру игрока и некоторое время тренировал «Реал».
В сезоне 2012/13 Заярный выступал в городском чемпионате Одессы по мини-футболу.